# Rocquemont (Oise)
Pour les articles homonymes, voir Rocquemont.
Rocquemont est une commune française située dans le département de l'Oise en région Hauts-de-France.

## Géographie
La commune est située dans le sud du département de l'Oise, sur le plateau du Valois et non loin de la vallée de l'Automne, à 5,5 km au nord-ouest de Crépy-en-Valois. Rocquemont est un village à caractère rural en dehors de toute agglomération. La distance orthodromique avec la capitale, au sud-ouest, est de 56 km. Le chef-lieu de d'arrondissement de Senlis est éloigné de 18 km, et le chef-lieu d'arrondissement de Compiègne de 17 km, et l'aéroport Roissy-Charles-de-Gaulle est situé à 36 km au sud. Rocquemont comporte un hameau, le Plessis-Châtelain, situé à l'extrémité nord-ouest du territoire communal. Le hameau comportait une partie habitée sise sur la commune de Néry.
|          | Béthisy-Saint-Martin |               |
| Néry     | Rocquemont (Oise)    | Glaignes      |
| Trumilly | Duvy                 | Séry-Magneval |

Le territoire communal est occupé pour sa plus grande partie par des surfaces agricoles et présente un paysage dénudé, pratiquement sans arbres, à l'exception d'une toute petite parcelle boisée au nord et du vallon de Baybelle. Orienté dans un sens ouest-est, il tient son nom du ruisseau de Baybelle qui y prend sa source, pour s'écouler à Séry-Magneval dans le ruisseau Sainte-Marie, affluent de l'Automne. Le vallon présente de coteaux raids et escarpés et atteint une quarantaine de mètres de profondeur par rapport au plateau agricole. Le point le plus bas de la commune se trouve par ailleurs à la sortie du ruisseau du territoire communal, à 59 m au-dessus du niveau de la mer. Le village est bâti immédiatement au nord du vallon, près de son origine, où il s'appelle encore vallée du Mont Jouy. Ailleurs, le relief est peu accentué sur la commune. Le point culminant atteint 114 m, soit seulement dix à quinze mètres de plus que le plateau dans les environs de Rocquemont, le village lui-même étant bâti à 102 m d'altitude. Il n'y a pas d'autres cours d'eau.

### Hydrographie

#### Réseau hydrographique
La commune est située dans le bassin Seine-Normandie. Elle est drainée par le ruisseau Baybelle,.

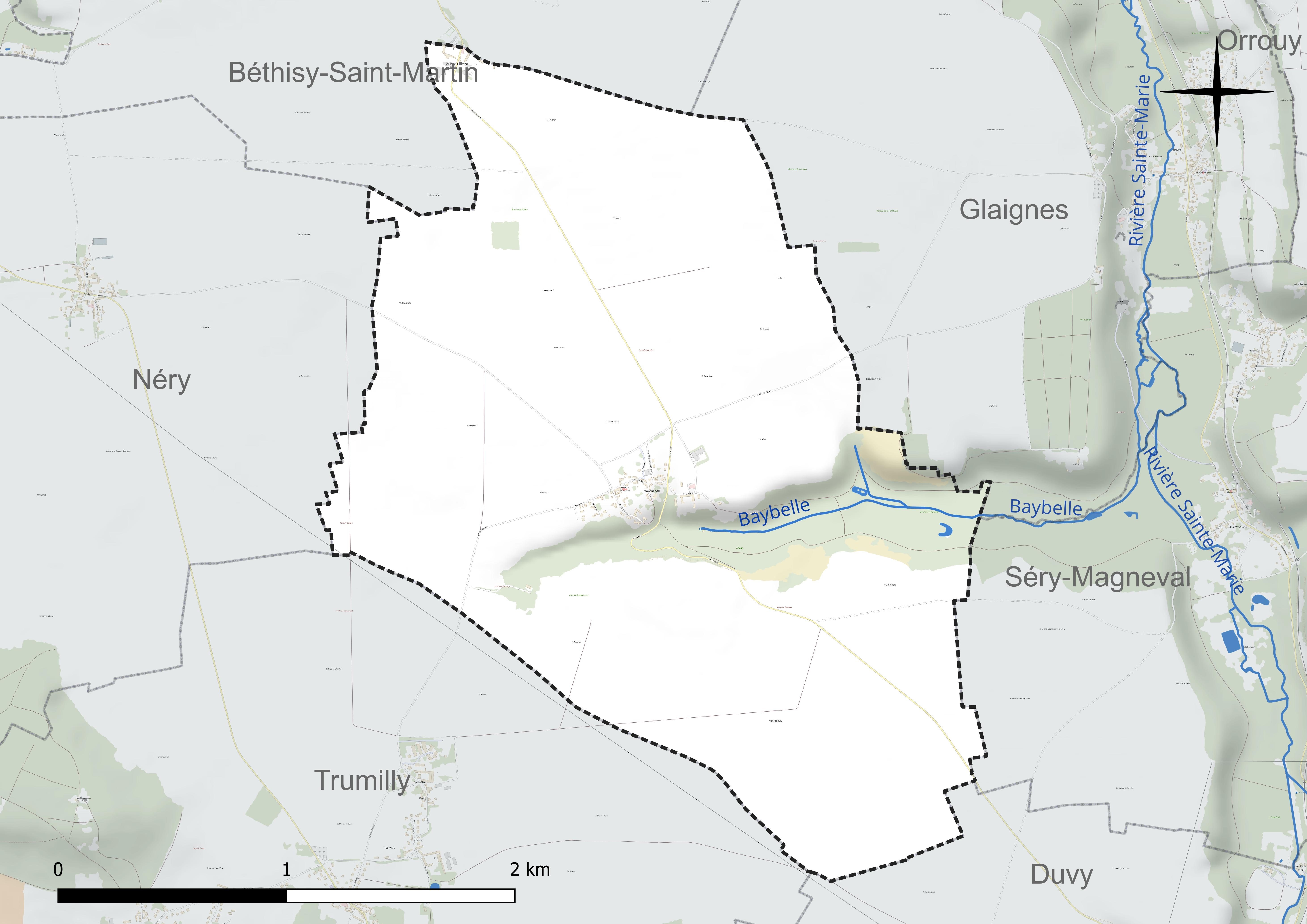
Réseau hydrographique de Rocquemont.

#### Gestion et qualité des eaux
Le territoire communal est couvert par le schéma d'aménagement et de gestion des eaux (SAGE) « Sensée ». Ce document de planification concerne un territoire de 287 km2 de superficie, délimité par le bassin versant de l'Automne. Le périmètre a été arrêté le 28 mai 1996 et le SAGE proprement dit a été approuvé le 16 décembre 2003 puis révisé le 10 mars 2016. La structure porteuse de l'élaboration et de la mise en œuvre est le syndicat d'aménagement et de gestion des eaux du Bassin Automne (S.A.G.E.B.A). 
La qualité des cours d'eau peut être consultée sur un site dédié géré par les agences de l'eau et l'Agence française pour la biodiversité. 

### Climat
Pour des articles plus généraux, voir Climat des Hauts-de-France et Climat de l'Oise.
En 2010, le climat de la commune est de type climat océanique dégradé des plaines du Centre et du Nord, selon une étude du CNRS s'appuyant sur une série de données couvrant la période 1971-2000. En 2020, Météo-France publie une typologie des climats de la France métropolitaine dans laquelle la commune est dans une zone de transition entre le climat océanique et le climat océanique altéré et est dans la région climatique  Nord-est du bassin Parisien, caractérisée par un ensoleillement médiocre, une pluviométrie moyenne régulièrement répartie au cours de l'année et un hiver froid (3 °C). 
Pour la période 1971-2000, la température annuelle moyenne est de 10,6 °C, avec une amplitude thermique annuelle de 15,1 °C. Le cumul annuel moyen de précipitations est de 724 mm, avec 11,4 jours de précipitations en janvier et 8,5 jours en juillet. Pour la période 1991-2020, la température moyenne annuelle observée sur la station météorologique la plus proche, située sur la commune de Margny-lès-Compiègne à 19 km à vol d'oiseau, est de 11,2 °C et le cumul annuel moyen de précipitations est de 633,5 mm,. Pour l'avenir, les paramètres climatiques de la commune estimés pour 2050 selon différents scénarios d'émission de gaz à effet de serre sont consultables sur un site dédié publié par Météo-France en novembre 2022.

## Urbanisme

### Typologie
Au 1er janvier 2024, Rocquemont est catégorisée commune rurale à habitat dispersé, selon la nouvelle grille communale de densité à sept niveaux définie par l'Insee en 2022.
Elle est située hors unité urbaine. Par ailleurs la commune fait partie de l'aire d'attraction de Paris, dont elle est une commune de la couronne,. 

### Occupation des sols
L'occupation des sols de la commune, telle qu'elle ressort de la base de données européenne d'occupation biophysique des sols Corine Land Cover (CLC), est marquée par l'importance des territoires agricoles (91,1 % en 2018), une proportion sensiblement équivalente à celle de 1990 (91,6 %). La répartition détaillée en 2018 est la suivante : 
terres arables (87,2 %), forêts (8,9 %), zones agricoles hétérogènes (4 %). L'évolution de l'occupation des sols de la commune et de ses infrastructures peut être observée sur les différentes représentations cartographiques du territoire : la carte de Cassini (XVIIIe siècle), la carte d'état-major (1820-1866) et les cartes ou photos aériennes de l'IGN pour la période actuelle (1950 à aujourd'hui).

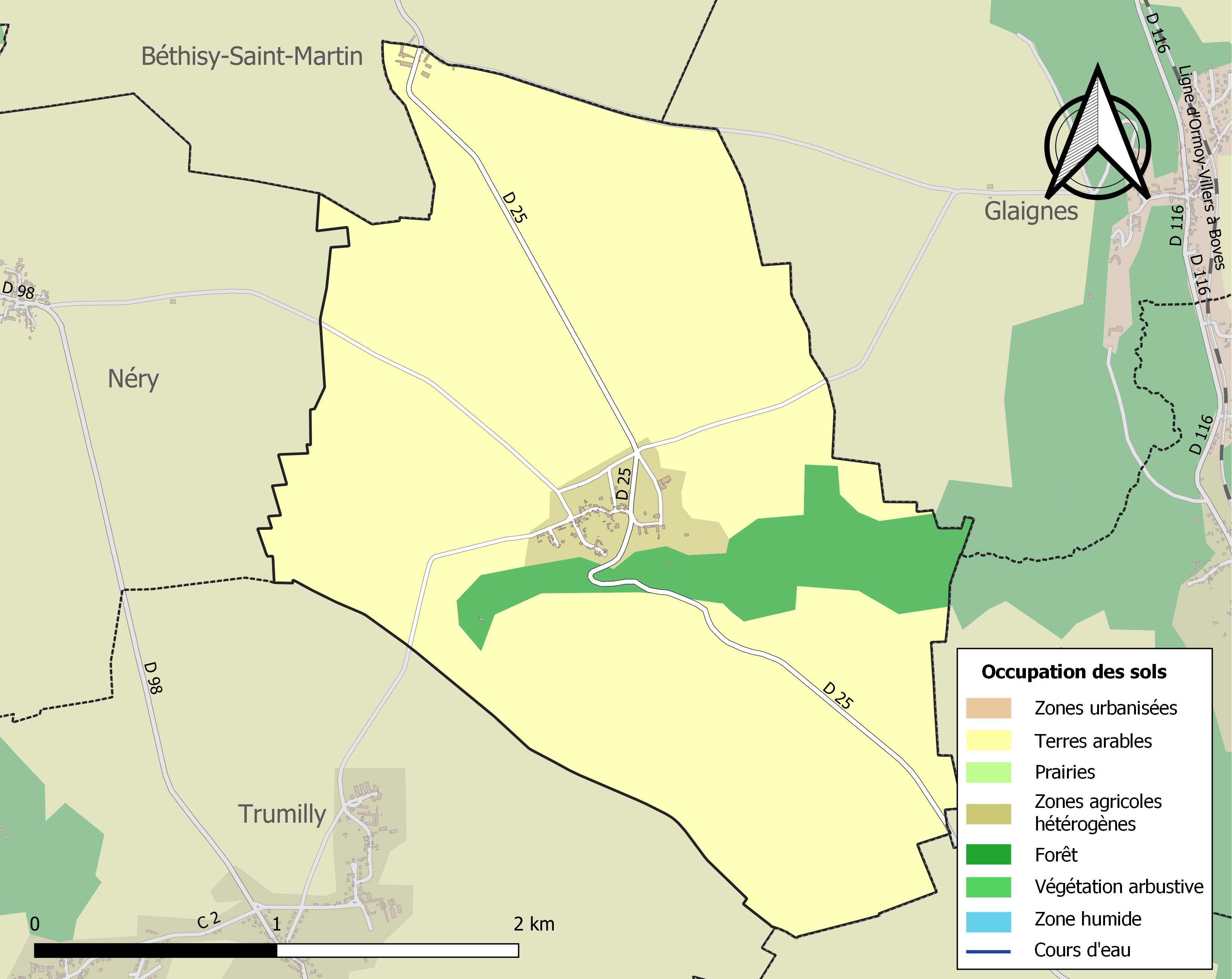
Carte des infrastructures et de l'occupation des sols de la commune en 2018 (CLC).

### Voies de communication et transports
Concernant les voies de communication, Rocquemont est desservie par une seule route départementale, la RD 25 Béthisy-Saint-Martin - Duvy. En direction du nord, elle permet de rejoindre Verberie et Compiègne par la RD 200 ; en direction du sud, elle débouche à Duvy sur la RD 1324 Senlis - Crépy-en-Valois. Des voies communales relient Rocquemont à d'autres communes voisines : Néry par son hameau de Verrines, Glaignes et Trumilly. Depuis cette dernière commune, il est également possible de rejoindre la RD 1324 en direction de Senlis et de l'autoroute A1.
Rocquemont ne dispose pas d'une gare sur son territoire, la gare la plus proche étant celle de Crépy-en-Valois. Elle est desservie par des trains TER Hauts-de-France et la ligne K du Transilien depuis la gare de Paris-Nord.
La commune est desservie, en 2023, par les lignes 6441 et 6447 du réseau interurbain de l'Oise.

## Toponymie
Rupimons, Roquemons, Roquemons en 1288, Rocmont, Rokemont, Roquemont.
Il s'agit d'une formation médiévale en -mont. Le premier élément roque est la forme normanno-picarde correspondant au français roche, tous deux procédant du gallo-roman ROCA, d'origine celtique (gaulois). cf. breton roc'h. Il signifie « roche » mais aussi « fortification sur une roche », puis « château ». L'appellatif toponymique mont a le sens ancien de « hauteur, colline, mont » et est issu du gallo-roman MONTE, lui-même de l'accusatif singulier montem du latin mons, montis « mont, élévation de terrain, montagne ». Composé du picard roc / roque et du latin mons : « (le) mont de la roche ».

## Politique et administration
| Période                                  | Période                          | Identité      | Étiquette | Qualité                                    |
| ---------------------------------------- | -------------------------------- | ------------- | --------- | ------------------------------------------ |
| Les données manquantes sont à compléter. |                                  |               |           |                                            |
| mars 2001                                | n'achève pas le mandat 2008-2014 | Michel Peters |           | Agriculteur Réélu pour le mandat 2008-2014 |
| ?                                        | En cours (au 27 septembre 2014)  | Arnaud Peters |           | Réélu pour le mandat 2014-2020             |

## Population et société

### Démographie

#### Évolution démographique
L'évolution du nombre d'habitants est connue à travers les recensements de la population effectués dans la commune depuis 1793. Pour les communes de moins de 10 000 habitants, une enquête de recensement portant sur toute la population est réalisée tous les cinq ans, les populations de référence des années intermédiaires étant quant à elles estimées par interpolation ou extrapolation. Pour la commune, le premier recensement exhaustif entrant dans le cadre du nouveau dispositif a été réalisé en 2005.

En 2022, la commune comptait 118 habitants, en évolution de −0,84 % par rapport à 2016 (Oise : +0,87 %, France hors Mayotte : +2,11 %).
| 1793 | 1800 | 1806 | 1821 | 1831 | 1836 | 1841 | 1846 | 1851 |
| ---- | ---- | ---- | ---- | ---- | ---- | ---- | ---- | ---- |
| 164  | 177  | 160  | 139  | 163  | 166  | 168  | 188  | 151  |

| 1856 | 1861 | 1866 | 1872 | 1876 | 1881 | 1886 | 1891 | 1896 |
| ---- | ---- | ---- | ---- | ---- | ---- | ---- | ---- | ---- |
| 150  | 146  | 110  | 126  | 138  | 140  | 134  | 128  | 127  |

| 1901 | 1906 | 1911 | 1921 | 1926 | 1931 | 1936 | 1946 | 1954 |
| ---- | ---- | ---- | ---- | ---- | ---- | ---- | ---- | ---- |
| 125  | 111  | 122  | 116  | 116  | 120  | 159  | 107  | 108  |

| 1962 | 1968 | 1975 | 1982 | 1990 | 1999 | 2005 | 2006 | 2010 |
| ---- | ---- | ---- | ---- | ---- | ---- | ---- | ---- | ---- |
| 84   | 103  | 104  | 95   | 104  | 104  | 100  | 96   | 103  |

| 2015 | 2020 | 2022 | - | - | - | - | - | - |
| ---- | ---- | ---- | - | - | - | - | - | - |
| 115  | 118  | 118  | - | - | - | - | - | - |

#### Pyramide des âges
En 2018, le taux de personnes d'un âge inférieur à 30 ans s'élève à 26,3 %, soit en dessous de la moyenne départementale (37,3 %). À l'inverse, le taux de personnes d'âge supérieur à 60 ans est de 27,9 % la même année, alors qu'il est de 22,8 % au niveau départemental.
En 2018, la commune comptait 64 hommes pour 56 femmes, soit un taux de 53,33 % d'hommes, largement supérieur au taux départemental (48,89 %).
Les pyramides des âges de la commune et du département s'établissent comme suit.
| Hommes | Classe d’âge | Femmes |
| ------ | ------------ | ------ |
| 0,0    | 90 ou +      | 0,0    |
| 6,3    | 75-89 ans    | 5,5    |
| 20,6   | 60-74 ans    | 23,6   |
| 27,0   | 45-59 ans    | 16,4   |
| 25,4   | 30-44 ans    | 21,8   |
| 6,3    | 15-29 ans    | 10,9   |
| 14,3   | 0-14 ans     | 21,8   |

| Hommes | Classe d’âge | Femmes |
| ------ | ------------ | ------ |
| 0,5    | 90 ou +      | 1,4    |
| 5,5    | 75-89 ans    | 7,6    |
| 15,6   | 60-74 ans    | 16,3   |
| 20,8   | 45-59 ans    | 20     |
| 19,4   | 30-44 ans    | 19,4   |
| 17,6   | 15-29 ans    | 16,2   |
| 20,6   | 0-14 ans     | 19,1   |

## Culture locale et patrimoine

### Lieux et monuments

#### Monuments historiques

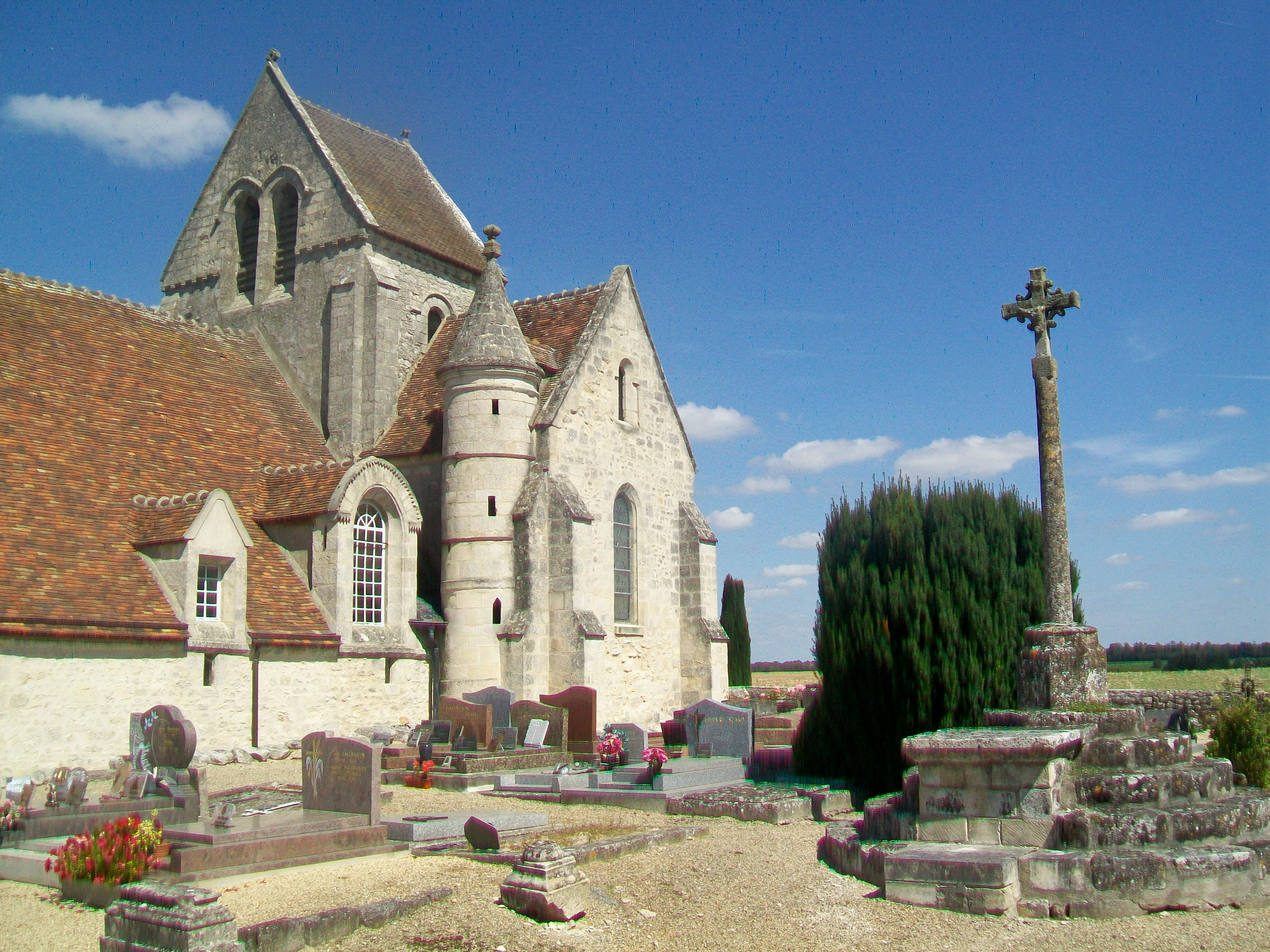
Vue partielle de l'église et croix de cimetière.

Rocquemont compte deux monuments historiques sur son territoire.
- Église Saint-Laurent (inscrite monument historique par arrêté du 23 février 1951[29]) : elle a été construite à la fin de la période romane, vers 1130, et ne comporte à l'origine qu'un vaisseau unique. L'adjonction de bas-côtés et de croisillons à la période gothique transforme la silhouette de l'église et modifie les élévations latérales de la nef romane et de la base du clocher, mais tous leurs éléments d'origine restent visibles à l'intérieur. Il faut notamment citer les deux voûtes d'ogives précoces du chœur, qui sont parmi les premières du département. Elles sont simples et robustes, et tel est le caractère de l'ensemble de l'église, hormis le portail occidental du milieu du XIIe siècle, qui fait preuve d'une certaine recherche. L'église Saint-Laurent ne se démarque donc pas par le raffinement de son architecture, mais par sa rusticité, ce qui n'empêche pas un appareillage et des finitions soignés et des proportions harmonieuses. Elle est inscrite aux monuments historiques depuis 1951[29], et a été restaurée d'une façon intelligente à la fin du XXe siècle et au début du XXIe siècle. L'ambiance du XVIIIe siècle a ainsi pu être restituée, ce qui fait aujourd'hui le principal intérêt de l'église. Elle possède encore sa clôture du chœur en fer forgé de 1758, et des retables baroques en pierre et en bois du XVIIe siècle. Dans la nef, des peintures murales discrètes animent les murs. La sobriété de l'espace intérieur favorise le recueillement[30].
- Croix de cimetière du XVIe siècle (inscrite monument historique par arrêté du 23 février 1951[31]) : C'est une petite croix en pierre sculptée, dont les quatre bras sont reliés par des volutes. Le Christ ne subsiste que sous la forme de traces. La croix est montée sur un long fût sans décor, planté sur un petit socle octogonal. Ce dernier repose sur un piédestal circulaire, qui se retraite à cinq reprises à la façon d'un escalier. Un autel est aménagé dans le piédestal côté ouest.

#### Autres éléments du patrimoine
- Ferme du Plessis-Châtelain, au hameau du même nom : l'une des deux fermes constituant le hameau est réputée pour avoir été la résidence des premiers officiers châtelains du château royal de Béthisy. Elle comporte une chapelle de la première moitié du XIIIe siècle et un logis seigneurial assez simple. Le rez-de-chaussée est pratiquement aveugle ; une poterne donnait accès sur les jardins. L'étage comporte encore une fenêtre étroite se terminant par un trilobe, ainsi qu'une autre fenêtre agrandie au XVe siècle. Le comble est éclairé par deux fenêtres rectangulaires dans l'un des pignons. Quant aux bâtiments d'exploitation, ils datent pour l'essentiel de leur substance de l'époque moderne[32],[33].

### Personnalités liées à la commune
- Robert Fuzier (1898-1982), dessinateur de presse et responsable politique socialiste, est mort à Rocquemont.

### Héraldique
| Blason de Rocquemont | Blason  | D'azur au chevron d'argent accompagné en chef de deux fleurs de lys d'or et en pointe d'un tilleul du même. |
| Blason de Rocquemont | Détails | Présent sur le site de la commune.                                                                          |